# Vessige kyrka
Vessige kyrka är en kyrkobyggnad som tillhör Vessige församling i Göteborgs stift. Den ligger i samhället Vessigebro i Falkenbergs kommun.

## Historia
Den ursprungliga kyrkan var uppförd av murad gråsten och sannolikt från äldre medeltid. Den hade ett rektangulärt långhus och, förmodar man, ett absidförsett kor. I söder fanns ett vapenhus som revs i slutet av 1700-talet. Kyrkan saknade torn och klockorna hängde i en klockstapel av trä. Den äldre kyrkan revs i samband med att den nya byggdes. De flesta av inventarierna skingrades efter att ha sålts på auktion.

## Kyrkobyggnad
Dagens kyrka uppfördes av vitputsad gråsten 1856–1859 av byggmästare från Sandhults socken, delvis efter ritningar av Fredrik Wilhelm Scholander. Byggnaden består av ett rektangulärt långhus med ett något smalare och lägre, halvcirkelformigt avslutat kor i öster samt ett torn i väster. Kyrkan uppfördes i tidstypisk nyklassicistisk stil och har rundvälvda fönsteröppningar och ett lunettfönster ovanför dörren i sydportalen. Det höga tornet kröns av en huv med en öppen lanternin. Sakristian är belägen bakom altaret. Kyrkan restaurerades 1906 och 1929.
Kyrkorummet är vitputsat och täcks av ett tunnvalv. Vid hundraårsjubileet 1959 uppförde Leonard Gyllenborg ett stort mosaikarbete på den norra väggen.

## Inventarier

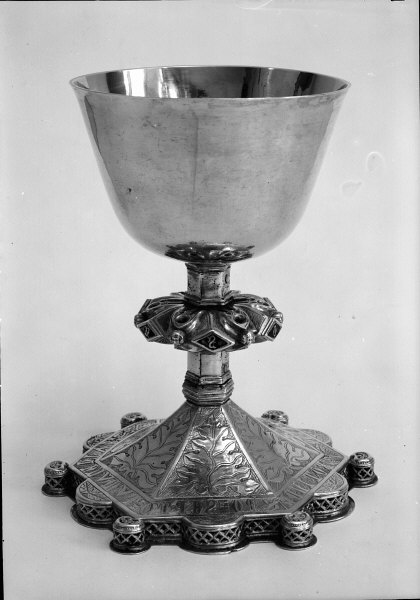
Silverkalken

- En dopfunt i gotländsk kalksten från 1200-talet i tre delar med en totalhöjd av 102 cm. Cuppan är cylindrisk med skrånande undersida. Skaftet är koniskt och skrånar uppåt där det avslutas med en kraftig repstav. Foten är rund med skrånande översida som avslutas upptill med en kraftig repstav. Funten har ett centralt uttömningshål.[1] Den skänktes åter till kyrkan 1936 efter att tidigare ha varit i privat ägo. Fragment av ytterligare en medeltida stenfunt har påträffats. Dopfunten har sin placering vid den igenmurade nordportalen vid ovannämnda mosaikarbete.
- Ett stort senmedeltida triumfkrucifix från den gamla altaruppsatsen är bevarat.
- Ett försilvrat lamm från 1771.
- Altaruppsatsen med kopplade kolonner krönta av en trekantsgavel är liksom predikstolen i nyklassicistisk stil tillverkade 1859 av Johannes Andersson i Mjöbäck.
- Nattvardskalken i förgyllt silver med mörkblå emaljinläggningar från 1300-talet är unik i sitt slag.

### Orgel
Kyrkan har haft ett flertal orglar. Den första var byggd 1807 av Lars Strömblad. Den flyttades 1859 från den gamla till den nya kyrkan. Ett helt nytt instrument med ny fasad installerades 1882. Det var byggt av Setterquist & Son Orgelbyggeri. Verket byttes dock 1976 ut mot ett nytt tillverkat av Tostareds Kyrkorgelfabrik vilket har 25 stämmor fördelade på två manualer och pedal. Fasaden från 1882 har bibehållits och dagens verk innehåller även äldre pipmaterial.